# 貝拉維斯塔 (加利福尼亞州)
貝拉維斯塔（英語：Bella Vista）是位於美國加利福尼亞州沙斯塔縣的一個人口普查指定地區。

## 地理
貝拉維斯塔的座標為40°39′06″N 122°15′23″W / 40.65167°N 122.25639°W，而該地最高點為海拔高度200米（即656英尺）。

## 人口
根據2010年美國人口普查的數據，貝拉維斯塔的面積為57.86平方千米，當中陸地面積為57.50平方千米，而水域面積為0.36平方千米。當地共有人口35477人，而人口密度為每平方千米613人。